# Transistor (311)
Transistor è il quarto album in studio del gruppo musicale alternative rock statunitense 311, pubblicato nel 1997.

## Tracce
1. Intro (ghost track pregap) – 1:35
2. Transistor – 3:02 (Nick Hexum, SA Martinez, Chad Sexton)
3. Prisoner – 2:50 (Hexum, Martinez)
4. Galaxy – 2:52 (Martinez, Sexton)
5. Beautiful Disaster – 4:01 (Hexum)
6. Inner Light Spectrum – 3:41 (Martinez, Sexton)
7. Electricity – 2:34 (Hexum)
8. What Was I Thinking – 2:38 (Hexum)
9. Jupiter – 2:45 (Hexum, Martinez, Sexton)
10. Use of Time – 4:23 (Hexum)
11. The Continuous Life – 3:30 (Martinez, Sexton)
12. No Control – 3:09 (Hexum, Martinez)
13. Running – 3:42 (Martinez, Tim Mahoney)
14. Color – 1:53 (Sexton)
15. Light Years – 2:27 (Hexum)
16. Creature Feature – 2:38 (Martinez, Aaron Wills)
17. Tune In – 2:19 (Martinez, Sexton)
18. Rub a Dub – 2:41 (Hexum)
19. Starshines – 2:36 (Hexum, Martinez, Sexton)
20. Strangers – 2:40 (Hexum)
21. Borders – 2:45 (Martinez, Sexton)
22. Stealing Happy Hours (Il brano Stealing Happy Hours dura 4:20. Dopo 15 secondi di silenzio (4:20 - 4:35), inizia la ghost track Enter Space (4:35 - 5:50).) – 5:50 (Hexum)

## Curiosità
- Sono presenti due ghost tracks nell'album: la ghost track pregap Intro prima del brano Transistor, e la ghost track Enter Space dopo il brano Stealing Happy Hours.
- Il brano Beautiful Disaster rientra nella colonna sonora del videogioco Guitar Hero World Tour.

## Formazione
- Nick Hexum - voce, chitarra
- SA Martinez - voce, scratches
- Chad Sexton - batteria
- Tim Mahoney - chitarra
- Aaron Wills - basso, violino, percussioni

## Classifiche
| Classifica (1997) | Posizione raggiunta |
| ----------------- | ------------------- |
| Stati Uniti       | 4                   |